# Sebastian Schöttler

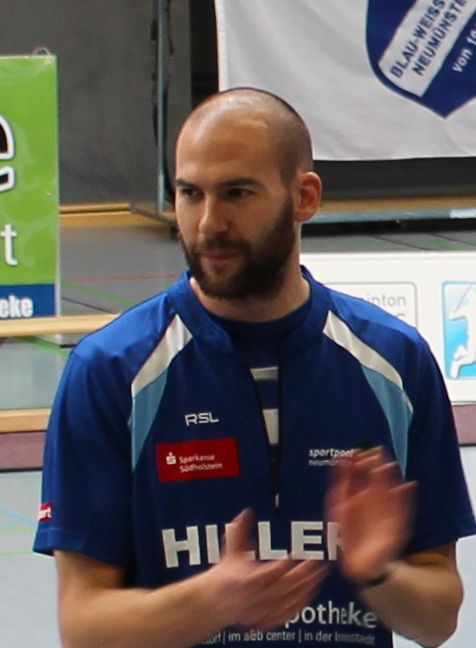
Sebastian Schöttler am 12. Oktober 2014

Sebastian Schöttler (* 6. März 1982) ist ein deutscher Badmintonspieler. 

## Karriere
Sebastian Schöttler gewann nach zwei Juniorentiteln und einem Hochschultitel in Deutschland 2008 seine erste Medaille bei den deutschen Einzelmeisterschaften, wobei er Bronze im Herreneinzel erkämpfte. 2010 wurde er Vizemeister bei den europäischen Hochschulmeisterschaften. Mit dem VfL 93 Hamburg startete er in den Spielzeiten 2008/09 bis 2011/12 in der 1. Bundesliga. In der Saison 2012/13 spielte er für den Bundesligisten BV Gifhorn. Nach einem Jahr beim Erstligisten Fun-Ball Dortelweil schloss er sich zur Saison 2014/15 dem Zweitligisten Blau-Weiß Wittorf Neumünster an, mit dem er in der Saison 2017/18 in die 1. Bundesliga aufstieg.

## Sonstiges
Neben dem Sport studierte er Rechtswissenschaft an der Universität Hamburg und der Universität Kopenhagen. 2016 schloss er das zweite Staatsexamen ab. Sein jüngerer Bruder Johannes ist ebenfalls Badmintonspieler.

## Sportliche Erfolge
| Saison    | Veranstaltung                        | Disziplin    | Platz | Name                                                     |
| --------- | ------------------------------------ | ------------ | ----- | -------------------------------------------------------- |

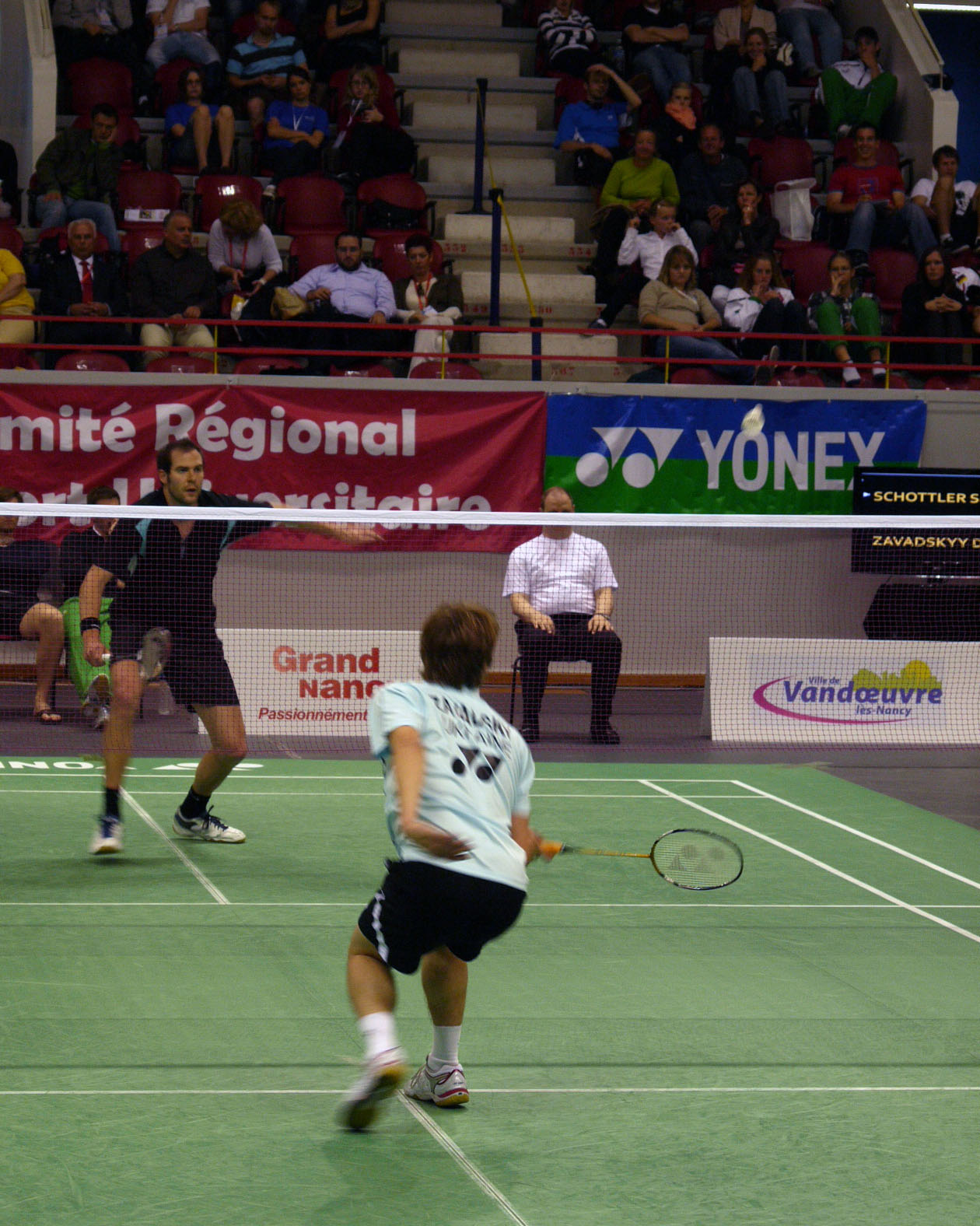
Sebastian Schöttler (hinten) bei den Europäischen Hochschulmeisterschaften 2010.

| 2003/2004 | Deutsche Einzelmeisterschaft U22     | Herreneinzel | 3     | Sebastian Schöttler (VfL 93 Hamburg)                     |
| 2003/2004 | Deutsche Einzelmeisterschaft U22     | Herrendoppel | 3     | Sebastian Schöttler / Sven Eric Kastens (VfL 93 Hamburg) |
| 2006/2007 | Deutsche Hochschulmeisterschaften    | Herreneinzel | 1     | Sebastian Schöttler (WG Hamburg)                         |
| 2007/2008 | Deutsche Einzelmeisterschaft         | Herreneinzel | 3     | Sebastian Schöttler (VfL 93 Hamburg)                     |
| 2010      | Europäische Hochschulmeisterschaften | Herreneinzel | 2     | Sebastian Schöttler (WG Hamburg)                         |
| 2018      | 2. Bundesliga                        | Mannschaft   | 1     | Blau-Weiß Wittorf Neumünster                             |